# Termoli Calcio 1920
L'F.C.D. Termoli Calcio 1920 è una società calcistica italiana con sede nella città di Termoli. Il club venne fondato nel 1920 e viene rifondato nel 2016. 
Milita nel campionato di Serie D, quarto livello del campionato italiano di calcio.

## Storia
Il Termoli Calcio nasce nel 1920. 
Nonostante alcune fonti riportino la fondazione della prima società, l’Unione Sportiva Termoli, nel 1925, gli albori del calcio termolese si datano all’inizio degli anni Venti.
Inizialmente milita nei campionati dilettantistici abruzzesi, dimostrando già dalla metà degli anni Venti di essere un club determinato: nel Campionato di Terza Divisione 1927-1928 si classifica 1º insieme al Lanciano ma perde lo spareggio promozione (a Pescara l'11 marzo 1928: Virtus Lanciano-Termoli 1-1; ripetizione a Pescara il 29 aprile 1928: Virtus Lanciano-Termoli 4-2). 
Nelle stagioni successive non partecipa a campionati ufficiali ma disputa solo tornei amatoriali. 
L’attività ufficiale ricomincia nel 1948 e nel 1950-51 vince il campionato di Prima Divisione, conquistando per la prima volta la promozione in un campionato a livello Nazionale ed arrivando a ospitare nella cittadina termolese società come Ascoli, Pescara, Perugia, L’Aquila e Ternana.
Per lunghi anni gioca nel massimo torneo Abruzzese e al termine della stagione, dove arriva per due volte al primo posto per poi perdere gli spareggi regionali (nel 1963-1964 contro il Teramo 0-0 e 0-1, nel 1966-1967 perde lo spareggio per il primo posto al sorteggio contro Pro Vasto) e nel 1969-70 conquista la promozione in Serie D, rimanendovi per sette stagioni, tra cui spiccano il 5º posto del 71/72 ed il 3º posto del 73/74. 
Seguiranno 11 stagioni nel massimo torneo regionale abruzzese. Al termine della stagione 1987-88 riconquista la Serie D (in quel periodo chiamata Interregionale) dove rimane per 3 stagioni (miglior piazzamento il 6º posto del 89-90) retrocedendo al termine del campionato 90-91. L'anno successivo vinse il primo Campionato di Eccellenza abruzzese staccando di 7 punti l'Angolana.
La nuova permanenza in Serie D è di 5 stagioni ottenendo come miglior risultato il 3º posto nel 1994-1995 a 5 punti dal 1º posto occupato dal Tolentino. Nel 93/94 si disputa il primo ed unico derby tra due squadre di Termoli: infatti in serie D (nel girone H) militava anche l'Interamnia Termoli. Nel 1996-1997 si classificò 16º e retrocesse in Eccellenza Molise. Dopo 3 stagioni in Eccellenza torna in Serie D vincendo il campionato 1999-2000, ma nel campionato successivo il Termoli viene inserito nel girone H della serie D al termine del quale retrocede per un solo punto.
L'anno successivo vince il campionato di Eccellenza staccando la 2ª classificata (il Montenero) di 10 punti. Il ritorno in Serie D sembra durare poco ma gli adriatici, grazie al terzo Caso Catania che si riverbera anche sulle serie minori, sono ripescati nella Serie D 2003-2004 dove il Termoli termina in 15ª posizione e retrocede dopo i play-out contro il Monterotondo.
Nel 2008/09 a Venafro vince la Coppa Italia Regionale contro il Larino in una avvincente finale giocata fino ai calci di rigore dove gli adriatici si impongono per 4-2 accedendo così alla fase Nazionale dove vengono eliminati dall’Aquila al primo turno.
La stagione seguente, dopo una dura crisi societaria, la squadra retrocede in Promozione Molise nei playout giocati a Trivento contro il Miletto: quasi al novantesimo il Termoli sull’1-1 sbaglia un calcio di rigore e piomba nel baratro.
Tuttavia, in due anni, la squadra torna in Serie D al termine di una stagione vinta con sette punti di vantaggio sulla Turris Santa Croce che si classifica al secondo posto. Inoltre, il Termoli vince a Venafro la sua seconda Coppa Italia Regionale contro il Campobasso 1919: dopo il pareggio per 2-2 nei 90 minuti i giallorossi si impongono ai calci di rigore. Nella successiva fase Nazionale torna a respirare il calcio che conta affrontando Sulmona, Torres Sassari e Bisceglie contro cui vengono eliminati in semifinale. 
Contemporaneamente, il Termoli vince anche due campionati regionali Juniores.
Nella stagione 2012/13 il Termoli torna in Serie D, dove termina un’ottima stagione al secondo posto sfiorando l’appuntamento con la storia per passare nei professionisti, lasciandosi alle spalle formazioni più quotate come Ancona e Maceratese e sfiorando il possibile salto in Serie C2. La Sambenedettese vince però il campionato con soli tre punti in più degli adriatici approdando quindi in C2 a discapito di quest'ultimi, che poi perdono contro la Vis Pesaro la semifinale playoff.
Nella stagione 2013/2014 il Termoli viene selezionato per partecipare alla Coppa Italia Tim, dove affronta il Pisa, che milita in quell’anno in Lega Pro, nella cornice dello Stadio Arena Garibaldi della città Toscana dove perde per 1-0. In campionato, dopo un inizio stentato, torna subito ai livelli della passata stagione e si piazza al 3º posto alle spalle dell'Ancona e del Matelica. In semifinale play-off elimina la Maceratese (2-1 allo stadio Cannarsa), ma nella finale pareggia 3-3 in casa del Matelica ed a passare il turno sono i padroni di casa in virtù miglior piazzamento in classifica.
La stagione 2014/2015 inizia a stento a causa di una crisi che porta all’avvicendamento nella gestione societaria. La nuova proprietà giunta da fuori regione non porta però il valore aggiunto sperato e ad un certo punto abbandona la piazza in balia degli eventi. Il Termoli solo grazie ad allenatore Di Meo, squadra e base societaria termolese e con l'associazione "Gente di mare" riesce a terminare il campionato evitando la retrocessione piazzandosi al 12º posto. In quell’anno la parte di società termolese rimasta all’interno del sodalizio si autotassa con collette e provvede con gli incassi delle partite a garantire le trasferte e il soggiorno dei calciatori in città.
L’anno successivo però la base societaria termolese lascia e la squadra non viene iscritta al campionato di serie D e torna in Eccellenza molisana avviando un periodo buio. Si fa inizialmente carico della società un gruppo pugliese e l’associazione “Gente di Mare” che già negli anni precedenti aveva avviato una raccolta fondi per sostenere la causa dei giallorossi. Dopo un inizio di campionato ottimo, con il Termoli primo in classifica, tra ottobre e novembre scoppia una nuova crisi societaria: i calciatori abbandonano il Termoli e la squadra scivola pian piano in classifica trovando la salvezza diretta alla penultima giornata con il pareggio conquistato sul campo del Pietramontecorvino arrivando 11º.
Non andrà meglio nella stagione successiva e, per i già noti problemi societari il Termoli 1920 conosce il suo primo fallimento. Il suo posto viene preso dal Città di Termoli che nasce dalle ceneri del titolo che prima era del Real Termoli e poi passò al Petacciato. Nel campionato 2016-17 il Termoli finisce al sesto posto, mentre l’anno dopo sarà settimo, mentre nel 2019-2020 addirittura al quattordicesimo posto. 
Il Termoli cambia anche denominazione diverse volte, passando da “Città di Termoli” a “Termoli Calcio 1920”.
Nel 2020-2021 il campionato, dopo alcune giornate, sarà sospeso causa Covid. In primavera, nel mini-torneo a cui aderiranno solo sette squadre, i giallorossi terminano al quarto posto disputando e perdendo i play off contro l’Aurora Casertano che successivamente vincerà il campionato di Eccellenza molisana.
Nella stagione 2021-2022 l’ennesimo avvicendamento societario, con nuovi piani di rilancio ed ambizioni che vengono confermati con la volontà del nuovo presidente Flaviano Montaquila di riportare il Termoli nel calcio che conta. Con Raffaele Esposito in panchina vince il campionato battendo la concorrenza di Isernia e Olympia Agnonese, conquistando la matematica promozione in serie D con due giornate d'anticipo.
Per la Serie D 2022-2023 viene inserito nel Girone F ed è una stagione molto complicata, con il direttore sportivo vincitore dell'Eccellenza l'anno prima Clemente Santonastaso, che viene sostituito dopo poche giornate essendo in rotta con la società. In campo la squadra muove la classifica solo con i pareggi, tanto che la prima vittoria arriva solo alla 15ª giornata. Questo relega il Termoli nella parte bassa della classifica. Nella seconda parte di stagione continua a muovere la classifica praticamente solo con i pareggi (saranno 19 in tutto) ma con qualche vittoria che da ossigeno alla classifica. Prima della penultima giornata Esposito viene esonerato e viene preso Alessio Martino che all'ultima giornata vince la quinta partita della stagione del Termoli, piazzandosi 15º e giocandosi la salvezza ai playout in casa della Pro Vasto, riuscendo a rimontare l'iniziale svantaggio e vincendo per 2-1, mantenendo la categoria.
La stagione successiva parte come era iniziata la precedente, dopo cinque sconfitte in sette giornate viene esonerato Martino e, dopo tre giornate in cui siede il secondo in panchina, viene chiamato Massimo Carnevale. Dopo un girone d'andata agli ultimi posti, in quello di ritorno la squadra migliora nettamente, tanto da festeggiare la salvezza con una giornata d'anticipo.
Per la stagione 2024-2025, dopo una parte iniziale positiva, ha un crollo di prestazioni nella parte centrale dovuta anche al cambio di proprietà, riuscendo comunque alla fine a salvarsi senza dover passare per i playout.

## Strutture

### Stadio
Il Termoli gioca nello Stadio Gino Cannarsa.
Il campo di gioco misura 105 x 67,5 metri ed è in manto erboso. Gli spogliatoi, che si trovano in una struttura distaccata dalla tribuna, ospitano anche la sala medica e il magazzino. 
Dal 2004 è presente un grande impianto di illuminazione. 
La Tribuna Centrale ha una capienza di 2500 posti a sedere tutti al Coperto più 500 Posti a sedere della Curva "Marco Guida" e 300 Posti a sedere della tribuna Ovest anche questi tutti al coperto per un totale di 3300 posti a sedere.
Il 3 dicembre 2008 con la cerimonia di riapertura si sono conclusi i lavori di rifacimento del manto erboso e dell'impianto d'irrigazione. 
Il campo ora vanta un tappeto erboso di bermuda grass "Tifway 419", lo stesso installato allo stadio Olimpico di Roma.
Lo stadio è inoltre provvisto di pista di atletica con le varie attrezzature, pista per il salto in lungo, salto in alto, getto del peso e lancio del giavellotto.
Nei locali sottostanti la Tribuna Centrale si trova il "Termoli Store" negozio che vende i prodotti ufficiali del Termoli.

## Società

### Organigramma
Organigramma societario tratto dal sito ufficiale
- Nicola Cesare - Presidente
- Fabio Ciarrocchi - Vicepresidente
- Giovanni Guadagnuolo - Direttore Generale
- Giuseppe De Filippis - Direttore Sportivo
- Pino Nuozzi - Club Manager
- Alessandro Di Paolo - Segretario sportivo e amministrativo
- Mattia Torraco - Responsabile Marketing e Comunicazione

## Calciatori

### Contributo alle nazionali
L'unico finora calciatore ad aver vestito contemporaneamente la maglia della sua nazionale e quella del Termoli è Diogo Monteiro (già nel giro delle nazionali giovanili) con la Nazionale Under-21 del Lussemburgo.

## Palmarès

### Competizioni regionali
- Prima Categoria: 1

1969-1970 (girone Abruzzo A)
- Eccellenza Abruzzo: 1

1991-1992
- Eccellenza Molise: 4

1999-2000, 2001-2002, 2011-2012, 2021-2022
- Prima Divisione: 1

1950-1951 (girone Abruzzo)
- Promozione: 2

1958-1959, 2010-2011
- Seconda divisione Abruzzese:1

1947-1948
- Coppa Italia Dilettanti Molise: 2

2008-2009, 2011-2012

## Statistiche e record

### Partecipazione ai campionati
Campionati nazionali
| Livello | Categoria                       | Partecipazioni | Debutto   | Ultima stagione | Totale |
| ------- | ------------------------------- | -------------- | --------- | --------------- | ------ |
| 4°      | Promozione                      | 1              | 1951-1952 | 1951-1952       | 13     |
| 4°      | Serie D                         | 12             | 1970-1971 | 2025-2026       | 13     |
| 5°      | Campionato interregionale       | 3              | 1988-1989 | 1990-1991       | 13     |
| 5°      | Campionato Nazionale Dilettanti | 5              | 1992-1993 | 1996-1997       | 13     |
| 5°      | Serie D                         | 5              | 2000-2001 | 2013-2014       | 13     |

Campionati regionali
| Livello | Categoria             | Partecipazioni | Debutto   | Ultima stagione | Totale |
| ------- | --------------------- | -------------- | --------- | --------------- | ------ |
| I       | Terza Divisione       | 1              | 1927-1928 | 1927-1928       | 47     |
| I       | Promozione            | 15             | 1952-1953 | 1987-1988       | 47     |
| I       | Campionato Dilettanti | 2              | 1957-1958 | 1958-1959       | 47     |
| I       | Prima Categoria       | 11             | 1959-1960 | 1969-1970       | 47     |
| I       | Eccellenza            | 18             | 1991-1992 | 2021-2022       | 47     |
| II      | Promozione            | 1              | 2010-2011 | 2010-2011       | 1      |

## Tifoseria

### Storia

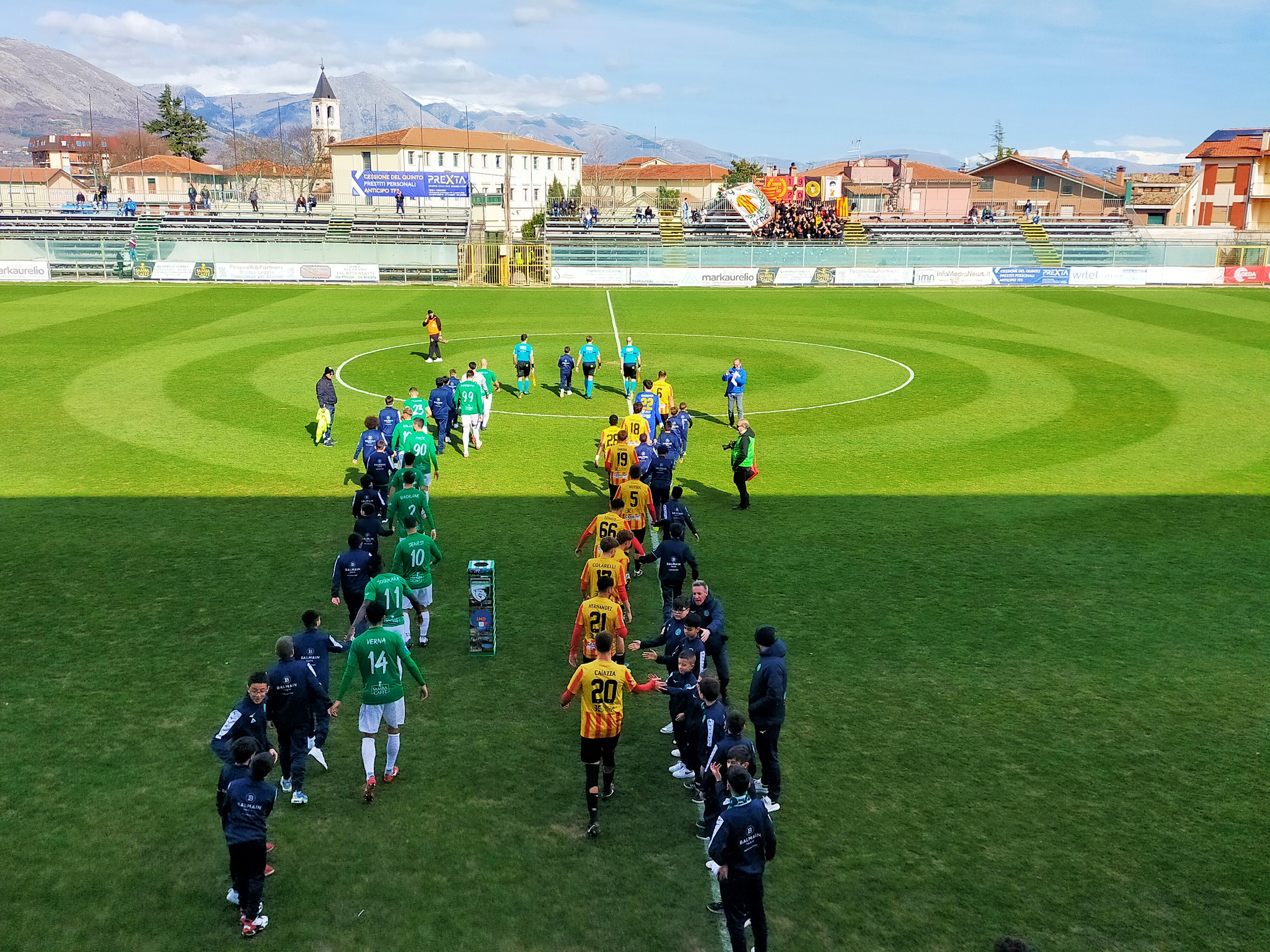
Avezzano Calcio-Termoli (Serie D 2023-2024)

Molti gruppi di tifosi organizzati hanno occupato la Curva Marco Guida (ragazzo scomparso all'età di 16 in un incidente mentre lavora, tifoso del Termoli), i primi ultras nacquero nel 1987 con il nome di Ultras Termoli e con il tempo ne nacquero altri: Boys, Commando Ultrà, Legione Sveva e Skins. Dal 2011 molti questi gruppi di sciolsero e gli ultras si riconoscevano dietro lo striscione Ultras Termoli 1987, scioltosi a suo volta in quell'anno. Altri gruppi presero il loro posto: Termoli 1920, Vecchia Guardia, Ultras Vecchie Maniere, Casual Firm Termoli. Quasi tutti questi gruppi, complici la difficile situazione del Termoli, dal 2015 si sono sciolti. Complice il vittorioso campionato di Eccellenza del 2021-2022, dopo qualche anno di assenza sono tornati i gruppi organizzati con il nome di Curva Marco Guida e in casa dietro il grande striscione Termolesi.

### Gemellaggi e rivalità
I tifosi del Termoli sono gemellati da più di trenta anni con la curva del Chieti, dal 1988 con la tifoseria del Molfetta. Forti amicizie si hanno con i gruppi, di Vultur Rionero, con la Civitanovese. Ex gemellaggio invece con i gruppi della Recanatese e con i corregionali del Venafro.
La rivalità più sentita è quella con i tifosi del Campobasso, anche se, quando la squadra del capoluogo era in Serie B e doveva fare gli spareggi salvezza contro la Lazio e contro il Taranto nel 1987, gli Ultras Termoli erano in curva con i sostenitori rossoblù a Napoli. Con la discesa del Campobasso nei campionati in cui giocava il Termoli, è nata la rivalità con sfottò "geografico" tra le due tifoserie ("montanari" i rossoblù, "pesciaiuoli" i giallorossi), e la partita viene comunemente chiamata derby del Molise. Altro derby è quello con i tifosi di Isernia, così come c'è rivalità con quelli della Pro Vasto in quello che è un "quasi derby" data la vicinanza delle due città di mare. Si registrano inoltre scontri con i tifosi della Maceratese e con quelli della 
Torres.